# Ligne Saviolovskoïe
La ligne Saviolovskoïe des Chemins de fer de Moscou (en) est une ligne de chemin de fer, ligne radiale, de la gare de Saviolovo à Moscou à la station Savyolovo (ville de Kimry) d'une longueur de 128 km.